# Хоппер, Энди
Энди Хоппер (Andrew Hopper; род. 9 мая 1953, Варшава) — британский учёный-информатик.
Казначей и вице-президент Лондонского королевского общества (член с 2006), член Королевской инженерной академии Великобритании (1996), доктор философии (1978), профессор Кембриджского университета, где заведует кафедрой Department of Computer Science and Technology, University of Cambridge.

## Биография
Окончил Университет в Суонси (бакалавр, 1974). В 1978 году получил степень доктора философии в Кембриджском университете (под началом David Wheeler (computer scientist)), где ныне является профессором и заведует кафедрой Department of Computer Science and Technology, University of Cambridge. Также состоит членом университетского Совета и почётным фелло Тринити Холл и Колледжа Корпус-Кристи.
C 2017 г. на пять лет назначен казначеем Лондонского королевского общества.
Председатель RealVNC Group и Ubisense plc. Обе эти организации получили в совокупности пять Queen's Awards for Enterprise.
В 2012—2013 гг. президент Institution of Engineering and Technology (IET).

## Награды и отличия
- IET Mountbatten Medal[англ.] (2004)
- MacRobert Award[англ.] Королевской инженерной академии Великобритании (2013)
- Вошёл в Science Council[англ.] lists UK’s Top 100 practising scientists (2014)
- Назывался в числе 100 most influential Britons of the modern age по версии Sunday Times (2014)
- ACM Sigmobile Test-of-Time Award (2016)[9]
- Бейкеровская лекция (2017)[10]

Почётный доктор Университета Квинс в Белфасте.
CBE (2007).